# Fé (canção)
"Fé" é uma canção da cantora e compositora brasileira Iza, que originialmente serviria como terceiro single do seu segundo álbum de estúdio, mas foi retirado do álbum um tempo depois.
A música foi indicada ao Grammy Latino de 2023 na categoria Grammy Latino de Melhor Interpretação Urbana em Língua Portuguesa.

## Videoclipe
O vídeo foi dirigido pelo diretor Felipe Sassi, e roterizada pela própria cantora. 
Sobre o processo de criação, a cantora disse: “Eu não estava conseguindo explicar direito para o Felipe. Então eu falava que queria uma parte que parecesse minha consciência. E queria que fosse uma coisa clara, ampla, sem fim. Mas como você traduz isso em imagem, né?“, brincou.
Além disso, o projeto contou com um grande ballet formado em dança contemporânea, que deu um toque especial à produção. “Eu falei: ‘Felipe, eu quero cantar para a câmera e quero as pessoas batendo na minha cara, me puxando, falando sobre essa resiliência, sobre olhar para a frente”, relembrou.

## Recepção
O videoclipe de "Fé" foi colocado como um dos melhores vídeos brasileiros de 2022, pela imprensa. 
| Ano  | Recipiente      | Categoria                                            | Resultado   |
| ---- | --------------- | ---------------------------------------------------- | ----------- |
| 2022 | "Revista Eolor" | Melhores clipes do Brasil em 2022                    | 2º Lugar    |
| 2022 | "Papel Pop"     | Melhores videoclipes de artistas brasileiros em 2022 | sem ranking |

### Prêmios e indicações
| Ano  | Prêmio                                | Indicação                                        | Resultado |
| ---- | ------------------------------------- | ------------------------------------------------ | --------- |
| 2022 | Prêmio Multishow de Música Brasileira | Melhor Capa                                      | Venceu    |
| 2023 | Grammy Latino                         | Melhor Interpretação Urbana em Língua Portuguesa | Indicada  |